# شب‌های برره
شب‌های برره، یک مجموعهٔ تلویزیونی طنز سیاسی ایرانی به نویسندگی پیمان قاسم‌خانی، تهیه‌کنندگی مجید آقاگلیان و حمید آقاگلیان و کارگردانی مهران مدیری است. این مجموعه از تاریخ ۲ مهر ۱۳۸۴ تا ۱۸ بهمن ۱۳۸۴ هر شب حدود ساعت ۲۰ و در پایان دوران پخش حدود ساعت ۲۲ از شبکه سه پخش می‌شد. داستان در زمان رضاشاه رخ می‌دهد و ماجراهای کیانوش استقرارزاده را در روستای خیالی برره به تصویر می‌کشد. از بازیگران اصلی این سریال می‌توان به مهران مدیری، سیامک انصاری، محمد شیری، محمدرضا هدایتی، بهنوش بختیاری، شقایق دهقان، هادی کاظمی و رضا شفیعی جم اشاره کرد. سریال شب‌های برره از دید مخاطبان، در زمره محبوب‌ترین سریال‌های تاریخ کمدی ایران قرار دارد.
پخش این مجموعه طبق روال معمول در شب‌های محرم متوقف شد. با وجود اینکه قرار بود ادامه سریال شب‌های برره از ۲۷ بهمن ۱۳۸۴ پخش گردد، در بخش خبری ساعت ۲۲ شبکه سه اعلام شد که این مجموعه پایان یافته است.
این سریال در شبکه آی‌فیلم یک بار بازپخش شده است.

## چکیدهٔ داستان
کیانوش استقرارزاده، سردبیر یک روزنامهٔ دههٔ ۱۳۱۰ هجری خورشیدی است. او به دلیل نوشتن مقاله‌ای انتقادی علیه حکومت پهلوی به یکی از مناطق دوردست ایران تبعید می‌شود. کیانوش در بین راه توسط یک مار (نشیمن‌گز) گزیده می‌شود و شیرفرهاد، پسر سالارخان خان پایین‌برره، او را به برره می‌آورد.
رویدادهای این مجموعه در ایران زمان رضاشاه رخ می‌دهد. البته در زیرلایه‌های سریال شب‌های برره، چه در قالب دیالوگ‌ها و چه روند داستانی، مفاهیم و مسایل اجتماعی زمان حال، به صورت استعاری گنجانده شده‌اند. همچنین، در قسمت‌هایی از این سریال (قسمت هفتاد به بعد) اشاره‌هایی به شخصیت‌ها و موقعیت‌های مجموعه‌های دیگری مانند ساعت خوش یا نقطه‌چین شده است؛ مجموعه‌هایی که پیش از این توسط خود مهران مدیری کارگردانی شده بودند.

## بازیگران و شخصیت‌ها
| نام بازیگر        | نقش                 | توضیح |
| ----------------- | ------------------- | --- |
| مهران مدیری       | شیرفرهاد            | پسر سالار و شادونه ، برادر سحرناز، همسر لیلون |
| سیامک انصاری      | کیانوش استقرار زاده | روزنامه نگار ، همسر سحرناز |
| رضا شفیعی جم      | کیوون               | پسر سردار و شاخ شمشاد ، برادر لیلون |
| شقایق دهقان       | سحرناز              | دختر سالار و شادونه ، خواهر شیرفرهاد ، همسر کیانوش |
| بهنوش بختیاری     | لیلون               | دختر سردار و شاخ شمشاد ، خواهر کیوون ، همسر شیرفرهاد |
| هادی کاظمی        | نظام دوبرره         | سرباز ژاندارمری برره |
| محمدرضا هدایتی    | یاور طغرل           | رئیس ژاندارمری برره |
| محمد شیری         | در نقش سالارخان     | خان پایین برره ، بخشدار برره ، همسر شادونه ، پدر شیرفرهاد و سحرناز |
| سعید پیردوست      | در نقش سردارخان     | خان بالا برره ، بخشدار برره ، همسر شاخ شمشاد ، پدر کیوون و لیلون |
| ساعد هدایتی       | جان نثار            | پاچه خوار سردارخان |
| فلامک جنیدی       | شادونه              | همسر سالارخان ، خواهر ببری ، مادر شیرفرهاد و سحرناز |
| فاطمه هاشمی       | شاخ شمشاد           | همسر سردارخان ، مادر کیوون و لیلون |
| اصغر حیدری        | دکتر جکول           | پزشک،بانکدار،دلاک و آرایشگر برره ، نامزد بلقیس |
| مختار سائقی       | سرجوخه              | عضو ژاندارمری برره |
| رضا کریمی         |                     | کارمند بخشداری مرکز |
| علی کاظمی         | بگوری               | شاعر برره |
| شایان احدی‌فر      | ملیجک               | دلقک و آبدارچی بخشداری برره |
| حسن شکوهی         | ببری‌خان             | برادر شادونه |
| احمد ایراندوست    | غول برره            | پسر سالار ، برادر ناتنی شیرفرهاد |
| وحید مهین‌دوست     | شاپور               | کارمند بخشداری برره |
| رامین پورایمان    |                     | پدر کیانوش |
| علی لک‌پوریان      | شجاع السلطنه        | وزیر جنگ |
| حمید کاشانی       | کولی                | فروشنده دوره گرد |
| سید جلال طباطبایی | تیمور کافه‌چی        | مسئول کافه شب های برره ، پدر سهراب |
| بهشاد مختاری      | سهراب               | پسر تیمور |
| نگار پیل آرام     | بلقیس               | پارچه فروش ، نامزد دکترجکول |
| ساقی قاسمی        | رکسانا              | |
| حمید رضا نیک نبرد | اسکندر مقدونی       | |
| خرزوخان           |                     | خرزوخان در اصل نام یکی از یاغی‌های برره بود که ۱۰۰ سال قبل به دست پدربزرگ سردارخان کشته شده بود که شخصیتی خیالی در مجموعهٔ شب‌های برره بود. هنگامی که نظام دوبرره گَرد نخود استفاده می‌کرد و دچار توهم می‌شد، خرزوخان را می‌دید. پس از این مجموعهٔ تلویزیونی، «خرزوخان» در زبان عامیانه به شخص نادیدنی، مخفی، شخصیت خیالی یا شخصی که وجود خارجی ندارد، گفته می‌شود. |

## قسمت‌ها
| شمارهٔ قسمت | عنوان قسمت                                | نویسنده                        |
| ---------- | ----------------------------------------- | ------------------------------ |
| ۱          | محاکمه                                    | مهراب قاسم‌خانی                 |
| ۲          | اینجا برره است                            | مهراب قاسم‌خانی                 |
| ۳          | مهمون قاپون                               | مهراب قاسم‌خانی                 |
| ۴          | رزم کنون                                  | امیرمهدی ژوله                  |
| ۵          | فراری                                     | خشایار الوند                   |
| ۶          | راهنمای برره‌ای شدن                        | پیمان قاسم‌خانی                 |
| ۷          | عروس تو گونی                              | خشایار الوند                   |
| ۸          | عشق برره‌ای                                | سروش صحت                       |
| ۹          | عشق برره‌ای                                | سروش صحت                       |
| ۱۰         | چلمبگی                                    | مهراب قاسم‌خانی                 |
| ۱۱         | جنتلمنگی                                  | امیرمهدی ژوله                  |
| ۱۲         | گور به گور                                | پیمان قاسم‌خانی                 |
| ۱۳         | اشتغال زائون                              | امیرمهدی ژوله                  |
| ۱۴         | بوآ                                       | مهراب قاسم‌خانی                 |
| ۱۵         | خواب برره‌ای                               | سروش صحت                       |
| ۱۶         | مرغ                                       | آزیتا ایرایی                   |
| ۱۷         | روز استقلال                               | خشایار الوند                   |
| ۱۸         | روز استقلال                               | خشایار الوند                   |
| ۱۹         | عشقولانه                                  | امیرمهدی ژوله                  |
| ۲۰         | لیلی و مجنون                              | مهراب قاسم‌خانی                 |
| ۲۱         | عشق کافی نیست                             | خشایار الوند                   |
| ۲۲         | سربازی                                    | پیمان قاسم‌خانی                 |
| ۲۳         | اجباری                                    | پیمان قاسم‌خانی                 |
| ۲۴         | ولی افتاد مشکل‌ها                          | خشایار الوند                   |
| ۲۵         | بیدا بیدا مبارک بیدا                      | امیرمهدی ژوله                  |
| ۲۶         | یک تیر و دو نشان                          | سروش صحت                       |
| ۲۷         | نومزدنگ                                   | خشایار الوند                   |
| ۲۸         | برره، بخش یا روستا                        | علیرضا ناظرفصیحی               |
| ۲۹         | غول                                       | مهراب قاسم‌خانی                 |
| ۳۰         | عشق هرگز نمی‌میرد یا بلای خانمانسوز اعتیاد | پیمان قاسم خانی و خشایار الوند |

## جوایز و نامزدها
| ۱۳۸۵ | نهمین دوره جشن حافظ |                                  |                        |          |
| ۱۳۸۵ | نهمین دوره جشن حافظ | بهترین مجموعه تلویزیونی          | حسن شکوهی و محسن چگینی | برنده    |
| ۱۳۸۵ | نهمین دوره جشن حافظ | بهترین کارگردانی تلویزیونی       | مهران مدیری            | نامزدشده |
| ۱۳۸۵ | نهمین دوره جشن حافظ | بهترین فیلمنامه تلویزیونی        | پیمان قاسم‌خانی         | برنده    |
| ۱۳۸۵ | نهمین دوره جشن حافظ | بهترین بازیگر مرد کمدی تلویزیونی | سیامک انصاری           | برنده    |
| ۱۳۸۵ | نهمین دوره جشن حافظ | بهترین بازیگر مرد کمدی تلویزیونی | مهران مدیری            | برنده    |
| ۱۳۸۵ | نهمین دوره جشن حافظ | بهترین بازیگر مرد کمدی تلویزیونی | محمد شیری              | نامزدشده |
| ۱۳۸۵ | نهمین دوره جشن حافظ | بهترین بازیگر زن کمدی تلویزیونی  | بهنوش بختیاری          | برنده    |
| ۱۳۸۵ | نهمین دوره جشن حافظ | بهترین بازیگر زن کمدی تلویزیونی  | فلامک جنیدی            | نامزدشده |
| ۱۳۸۵ | نهمین دوره جشن حافظ | بهترین بازیگر زن کمدی تلویزیونی  | شقایق دهقان            | نامزدشده |

- نشریه معتبر دنیای تصویر نقش شیرفرهاد برره (با بازی مهران مدیری) را جزو ۱۰۰ نقش ماندگار تاریخ سینما و تلویزیون ایران انتخاب کرد.[۳]

## جلوگیری از پخش
حسن شکوهی، بازیگر و مدیر تولید مجموعهٔ تلویزیونی شب‌های برره، در گفتگویی با برنا در خصوص شایعه‌هایی که در ارتباط با پایان شب‌های برره در ایام پخش این مجموعهٔ تلویزیونی بر سر زبان‌ها افتاده بود، خاطرنشان کرد: «در آن مقطع شیطنت‌هایی بر روی فیلمنامه توسط خودمان اعمال می‌شد، همین مسئله سبب شد صدا و سیما به درخواست جمعی از مراجع قم از ادامهٔ تولید این اثر بعد از ایام محرم آن سال جلوگیری کند».
وی در همین رابطه افزود: «در قرارداد گروه تولید با گروه فیلم و سریال شبکهٔ سوم سیما، ساخت ۱۳۵ قسمت ذکر شده بود که بنا به مشکلات رخ داده، تنها ۹۲ قسمت ساخته شد و به دستور مدیران شبکه، از ادامهٔ ساخت آن جلوگیری به عمل آمد و پروانه آن باطل شد، هرچند که پس از توقف این مجموعهٔ تلویزیونی، به خاطر مردم و خود مجموعهٔ تلویزیونی سه ماه لوکیشن را آماده ساخت قسمت‌های بعدی کرده بودیم که متأسفانه این اتفاق هیچ وقت رخ نداد».

## لوکیشن
لوکیشن این سریال در یک باغ ۲۱٬۶۰۰ متری در منطقه سعادت آباد و بلوار کوهستان متعلق به بنیاد مستضعفان انقلاب اسلامی قرار داشت که امروزه  
۲۰ درصد از آن تبدیل به آپارتمان شده و ۸۰ درصد آن زمین خلوت است و هنوز خانهٔ سردارخان مشخص است و تخریب نشده اما جاهای دیگر این لوکیشن مانند میدان بز ، کافه شبهای برره ، ژاندارمری ، بخشداری و بیشتر دکور تخریب شده است و بیشتر  درختان قطع شده اما فقط خانه سردارخان و چند حوض آب قدیمی باقی مانده است. .

### نقد، تحلیل و نظرسنجی
- شب‌های برره، در بوته نقد استادان دانشگاه، پژوهشگران و صاحب‌نظران بایگانی‌شده  در ۲ ژانویه ۲۰۰۶ توسط Wayback Machine، وبگاه مرکز تحقیقات، مطالعات و سنجش برنامه‌ای صدا و سیمای جمهوری اسلامی ایران
- نظرسنجی از مردم در مورد شبهای برره، وبگاه مرکز تحقیقات، مطالعات و سنجش برنامه‌ای صدا و سیمای جمهوری اسلامی ایران.

### خبر
- نگاهی به مجموعه جنجال‌برانگیز شبهای برره، بی‌بی‌سی فارسی.
- اولیور، کریستین.بازتاب یک سریال ایرانی در رویترز؛ فساد جامعه در «شبهای برره» بایگانی‌شده  در ۲۱ اکتبر ۲۰۰۶ توسط Wayback Machine، ترجمهٰ؟، وبگاه روزآنلاین، ۷ دی ۱۳۸۴.

- Iran glued to TV comedy that tackles tough issues, Yahoo News.

http://fa.ifilmtv.com/News/Content/71698 پخش از شبکه آی فیلم